# Ford EUCD-platform

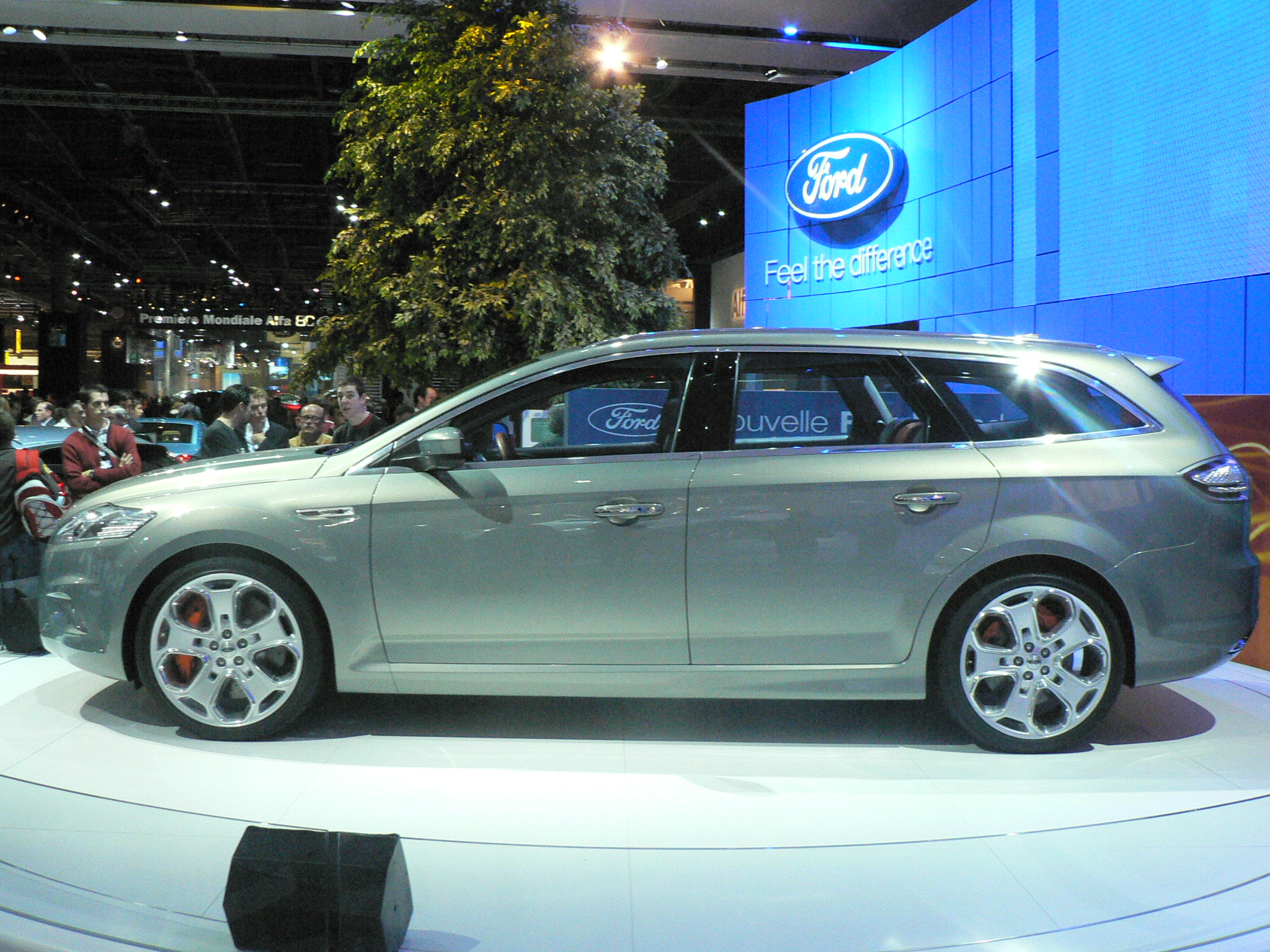
Ford Mondeo, derde generatie

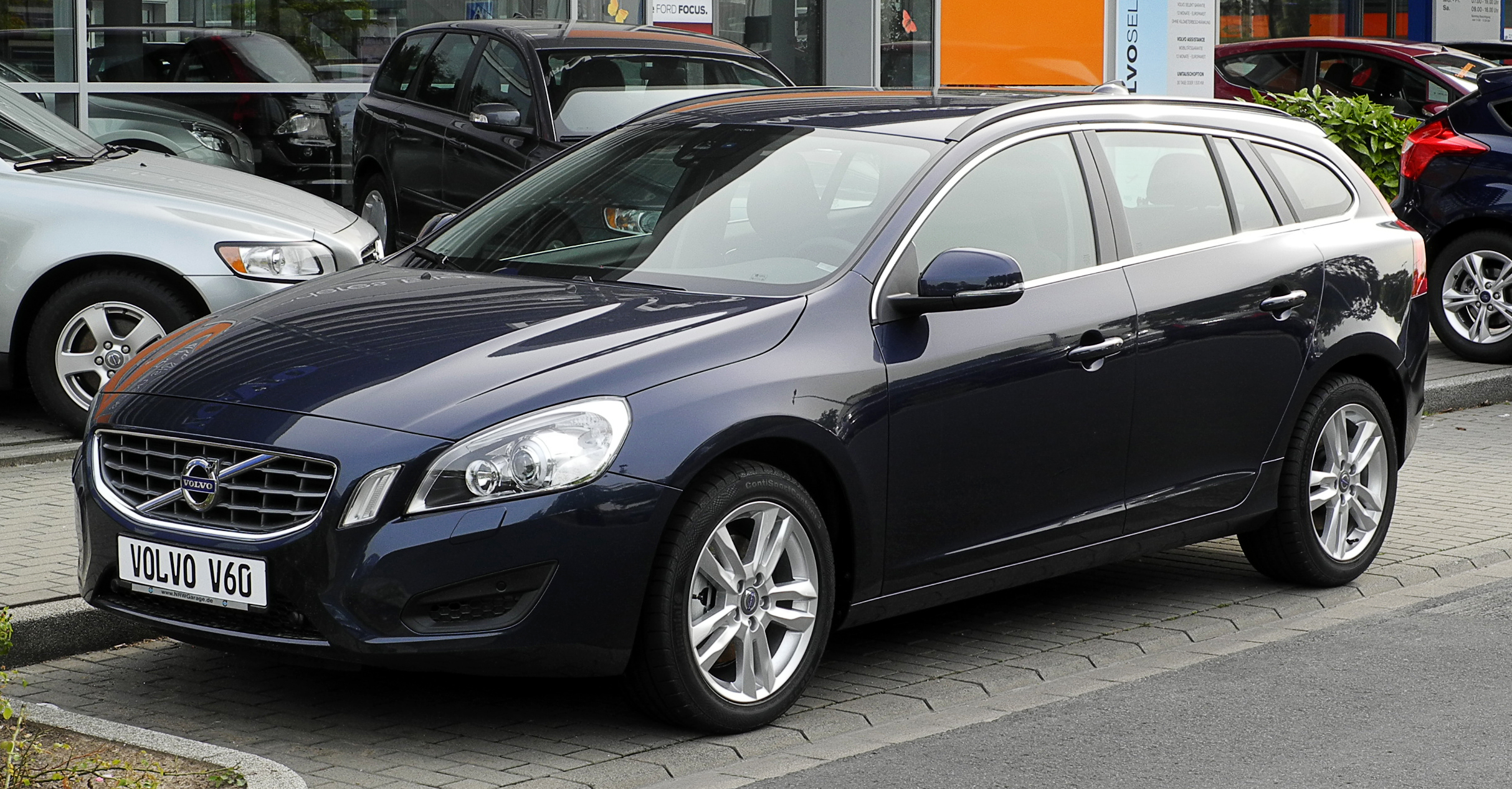
Volvo V60

Het Ford EUCD-platform is het werdeldwijde Ford-platform voor middenklasse auto's. Het is gebaseerd op het Ford C1-platform, gebruikt voor compact klasse auto's. Het EUCD- en C1-platform hebben ophanging, remsysteem en elektrisch systeem gemeenschappelijk.
Aanvankelijk was het EUCD-platform bekend onder de naam "C1-Plus", door hun gemeenschappelijkheid. Het EUCD-platform werd boven het CD3-platform van Ford verkozen voor gebruik in Europese modellen. Een nadeel van het CD3-platform was dat de 5-cilinder motoren van Volvo niet gebruikt konden worden.
De eerste auto gebaseerd op het EUCD-platform werden geïntroduceerd in 2006 op de Autosalon van Genève: de Volvo S80, de Ford S-MAX en de Ford Galaxy, die ongeveer de helft van alle componenten gemeenschappelijk hebben. De stuurkolom van de Ford Galaxy, S-Max en de Volvo S80 hebben 80% gemeenschappelijk.

## Op het EUCD-platform gebaseerde auto's
- 2007–2015 Ford S-MAX
- 2007–2015 Ford Galaxy (code name CD340)
- 2007– Land Rover Freelander2/LR2 (code name L359)
- 2007–2014 Ford Mondeo
- 2006–2016 Volvo S80
- 2007–2016 Volvo V70
- 2008–2016 Volvo XC70
- 2009–2017 Volvo XC60
- 2011–2018 Volvo S60
- 2011–2018 Volvo V60
- 2011– Range Rover Evoque (code name L538)
- 2015– Land Rover Discovery Sport